# کاراکویو (امیرداغ)
کاراکویو (به ترکی استانبولی: Karakuyu) یک منطقهٔ مسکونی در ترکیه است که در امیرداغ واقع شده‌است.